# Eugénie Grandet
Eugénie Grandet ist ein Roman von Honoré de Balzac. Die Originalausgabe erschien 1834. In Balzacs Romanzyklus La Comédie humaine (dt.: Die menschliche Komödie) gehört Eugénie Grandet zu den Scènes de la vie de province (Szenen aus dem Provinzleben).

## Handlung
Das Buch handelt von der Familie Grandet, die in Saumur an der Loire lebt. Vater Grandet ist einer der reichsten Männer der Umgebung und dabei unmenschlich geizig; sein ganzes Trachten und Streben gilt allein der Wahrung und Mehrung seines Vermögens. Die Mutter, seine Tochter Eugénie und das Hausmädchen führen in seinem Schatten ein stilles, freudloses Dasein.
Die ansässigen Familien Des Grassins und Cruchot intrigieren um das Vermögen und wollen ihre Söhne mit Eugénie verheiraten. An ihrem 23. Geburtstag, an dem Lucienne des Grassins ob des Erfolges ihres Sohnes Adolphe bei der Erbin triumphiert, kommt Charles, Eugénies Cousin, zu Besuch, der noch nicht ahnt, dass sein Vater nach seinem Bankrott Selbstmord begangen hat. Eugénie und ihr Cousin verlieben sich ineinander, und das weltfremde Mädchen verspürt zum ersten Mal die wilde Freude der Leidenschaft. Ihr Vater aber, der nichts ahnt, hat nicht vor, den unnützen Esser im Haus zu behalten, und schickt Charles ohne einen Sou nach Indien. Zuvor jedoch leiht Eugénie ihm ihre Münzsammlung, die ihr Vater ihr zu ihren Geburtstagen geschenkt hat.
Als Vater Grandet erfährt, was geschehen ist, verliert er vor Wut fast den Verstand – nicht um Eugénies Liebe, sondern um des verlorenen Geldes willen. Eugénie wird in ihr Zimmer gesperrt, glaubt jedoch fest an Charles’ Rückkehr. Grandet, zwischen Geiz und Familienehre gestellt, schiebt die Bezahlung der Schulden seines Bruders mit größtem Geschick vor sich her. Eugénies Hausarrest aber wird schließlich aufgehoben. Als ihre Mutter vor Kummer krank wird, überredet Grandet seine Tochter, auf ihr Erbteil zu verzichten; kurz darauf stirbt ihre Mutter. Vater Grandet stirbt ebenfalls.
Eugénie als Alleinerbin ihres Vaters ist nun reich und wird weiterhin umworben, wartet jedoch weiter auf Charles. Der Bankier des Grassins, für Grandet in Paris geschäftlich unterwegs, verlässt seine Frau für eine Lebedame. Von nun an leitet Lucienne des Grassins die Bank von Saumur. Von ihrem Sohn Adolphe erfährt sie, dass Charles, in Indien wohlhabend und gewissenlos geworden, nach Frankreich zurückgekehrt ist, um dort eine Pariser Adlige zu heiraten. Eugénie, ihrer einzigen Hoffnung beraubt, sendet ihm seine Liebespfänder zurück und bezahlt auch seine Schulden. Wenig später heiratet sie den geldgierigen M. Cruchot unter der Bedingung, dass er weder Liebe noch Leidenschaft von ihr fordert. Dieser stirbt nur wenig später und hinterlässt seiner Frau das gesamte Erbe.
Fortan führt Eugénie als eine Frau, „die mitten in dieser Welt nicht von dieser Welt ist; die, dazu geschaffen, eine herrliche Mutter und Gattin zu sein, weder Gatten, noch Kinder, noch Familie besitzt“, ein „heiligmäßiges, sparsames“ Leben in ihrem düsteren Haus und sucht Trost in karitativen Werken.

## Ausgaben

### Französisch
- Scènes de la vie de province. Tome I. Eugénie Grandet. L. Haumann, Bruxelles 1834.
  - spätere Ausgaben u. a. bei Gallimard

### Deutsche Übersetzungen
- Eugénie Grandet. Rowohlt, Berlin (o. J. [1924]).
  - spätere Neuausgaben dieser Übersetzung bei Diogenes, zuletzt 2009, ISBN 978-3-257-23992-8
- Eugénie Grandet. Reclam, Stuttgart 1987, ISBN 3-15-050020-6.
- Eugénie Grandet. Insel, Frankfurt a. M. / Leipzig 1997, ISBN 3-458-33822-5.

## Verfilmungen

### Kino
- 1910 - Eugénie Grandet - Regie: Victorin Jasset - mit Suzanne Revonne
- 1921 – Eugénie Grandet (The Conqering Power) – Regie: Rex Ingram – mit Alice Terry (Eugénie), Rudolph Valentino (Charles), Ralph Lewis (Grandet), Carrie Daumery (Mere Grandet), Bridgetta Clarke (Mme des Grassins)
- 1946 – Eugénie Grandet (Eugenia Grandet) – Regie: Mario Soldati – mit Alida Valli (Eugénie), Gualtiero Tuminati (Grandet), Giuditta Rissone (Mme Grandet), Giorgio De Lullo (Charles), Maria Bodi (Mme des Grassins)
- 1956 – Eugénie Grandet – Regie: Maurice Cazeneuve – mit Dominique Blanchar (Eugénie), Jean Marchat (Grandet), Paul Guers (Charles), Hélène Duc (Mme des Grassins), Serge Bento (Adolphe des Grassins), Line Noro (Mme Grandet)
- 1960 – Eugénie Grandet (Jewgenija Grandet) – Regie: Sergej Alexejew – mit Ariadna Schengelaja (Eugénie), Semjon Meshinski (Grandet), Michail Kosakow (Charles), Jewdokija Turtschaninowa (Madame Grandet), Irina Likso (Madame des Grassins),
- 1968 – Eugénie Grandet – Regie: Alain Boudet – mit Bérangère Dautun (Eugénie), René Dary (Grandet), Bernard Rousselet (Charles), Germaine Delbat (Mère Grandet), France Delahalle (Madame des Grassins), Jean Martin (Abbé Cruchot)
- 2001 – Eugénie Grandet – Regie: Marc Dugain – mit Joséphine Japy (Eugénie), Olivier Gourmet (Félix Grandet), Valérie Bonneton (Mme Grandet), César Domboy (Charles), Anne-Marie Philipe (Lucienne des Grassins)
- 2021 Eugénie Grandet - Regie: Marc Dugain mit Joséphine Japy

### Fernsehen
- 1965 – Unser liebes Fräulein Grandet – Fernsehspiel (ZDF) R: Günther Fleckenstein – mit Inken Deter (Eugénie), Hans Karl Friedrich (Grandet), Andreas Blum (Charles), Carola Höhn (Madame des Grassins), Irmgard Först (Madame Grandet), Hans Zander (Adolphe), Heinz Frölich (M. des Grassins)  ZDF: 13. Oktober 1965
- 1994 – Eugénie Grandet – Regie: Verhaeghe – mit Alexandra London (Eugénie), Jean Carmet (Grandet), Jean-Claude Adelin (Charles), Dominique Labourier (Mme Grandet), Claude Jade (Lucienne des Grassins), Pierre Vernier (M. des Grassins)

## Hörspiele
- 2015 – Eugénie Grandet Hörspiel in 3 Teilen – Bearbeitung: Helmut Peschina; Mitwirkende: Peter Matić (Erzähler 1), Max von Pufendorf (Erzähler 2), Sabine Falkenberg (Erzählerin 3), Maren Kroymann (Erzählerin 4), Lisa Hrdina (Eugénie Grandet), Matthias Habich (Monsieur Grandet), Maria Hartmann (Madame des Grassins), Martin Seifert (Monsieur des Grassins), Laurenz Laufenberg (Charles), Verena von Behr (Madame Grandet), Christian Grashof (Notar Cruchot); Regie: Marguerite Gateau; Komposition: Christian Zanesi; Produktion: DKultur 2015.[1][2] 2016 wurde das Hörspiel für die „Beste schauspielerische Leistung“ beim Deutschen Hörspielpreis nominiert.[3]

## Ausstellung
- 2010: Louise Bourgeois: Moi, Eugénie Grandet. Maison de Balzac, Paris.[4]